# Bichancourt
Bichancourt ist eine französische Gemeinde mit 989 Einwohnern (Stand: 1. Januar 2022) im Département Aisne in der Region Hauts-de-France (bis 2015: Picardie); sie gehört zum Arrondissement Laon und zum Kanton Vic-sur-Aisne. Die Einwohner werden Bichancourtois und Bichancourtoises genannt.

## Geografie
Die Gemeinde Bichancourt liegt etwa 30 Kilometer nordöstlich von Compiègne am westlichen Ende des Oise-Aisne-Kanals nahe der Mündung der Ailette in die Oise. Nachbargemeinden von Bichancourt sind Abbécourt im Nordwesten und Norden, Chauny im Norden, Autreville im Nordosten und Osten, Pierremande im Südosten, Saint-Paul-aux-Bois im Süden sowie Manicamp im Südwesten und Westen.

## Bevölkerungsentwicklung
| Jahr                       | 1962 | 1968 | 1975 | 1982 | 1990 | 1999 | 2006 | 2018 |
| Einwohner                  | 824  | 780  | 756  | 924  | 902  | 941  | 928  | 1027 |
| Quellen: Cassini und INSEE |      |      |      |      |      |      |      |      |

## Sehenswürdigkeiten
- Kirche Saint-Martin, nach dem Ersten Weltkrieg wieder aufgebaut, 1940 leicht beschädigt. Seit 2018 als Monument historique eingeschrieben.[1]

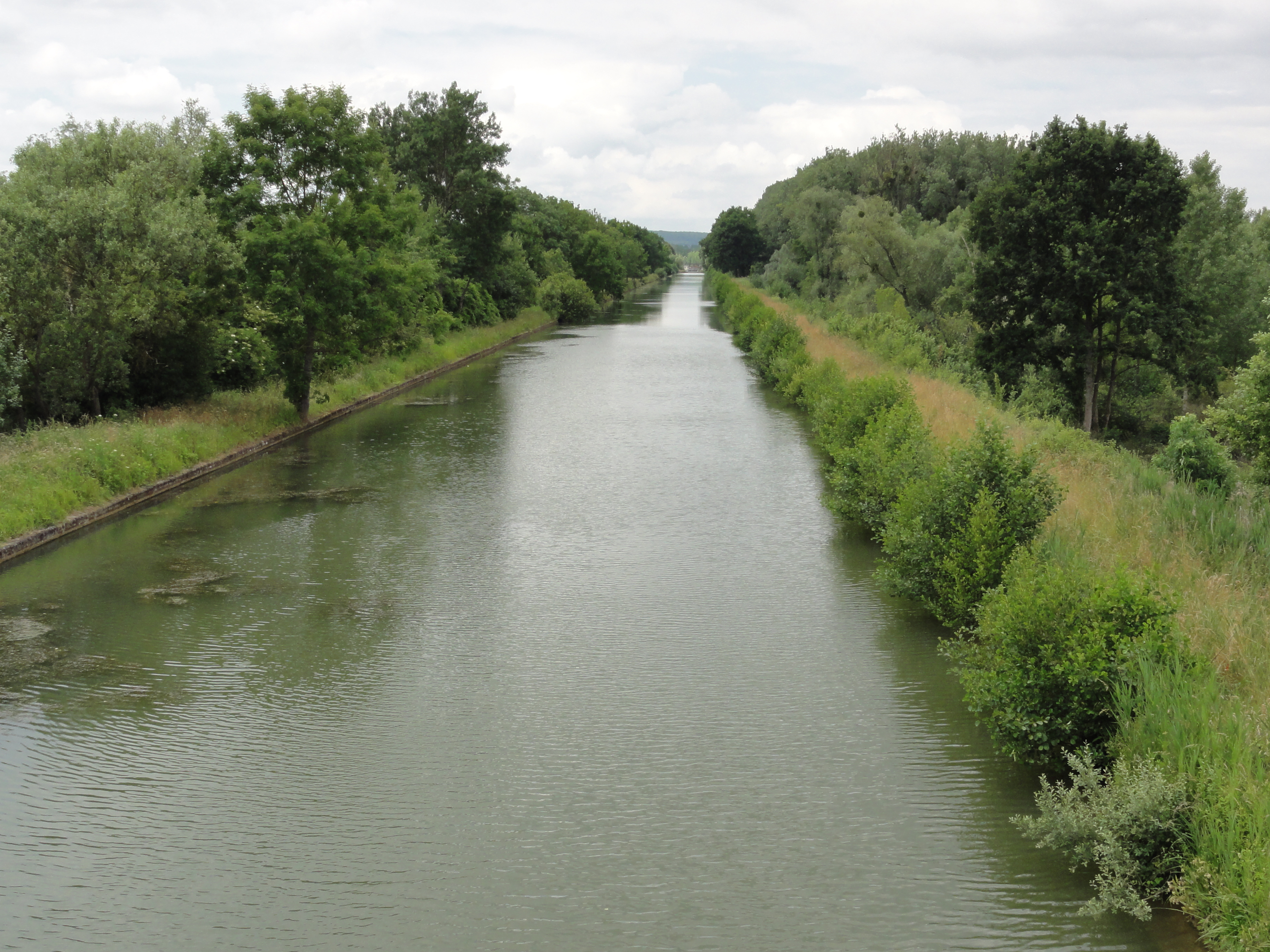
Oise-Aisne-Kanal in Bichancourt
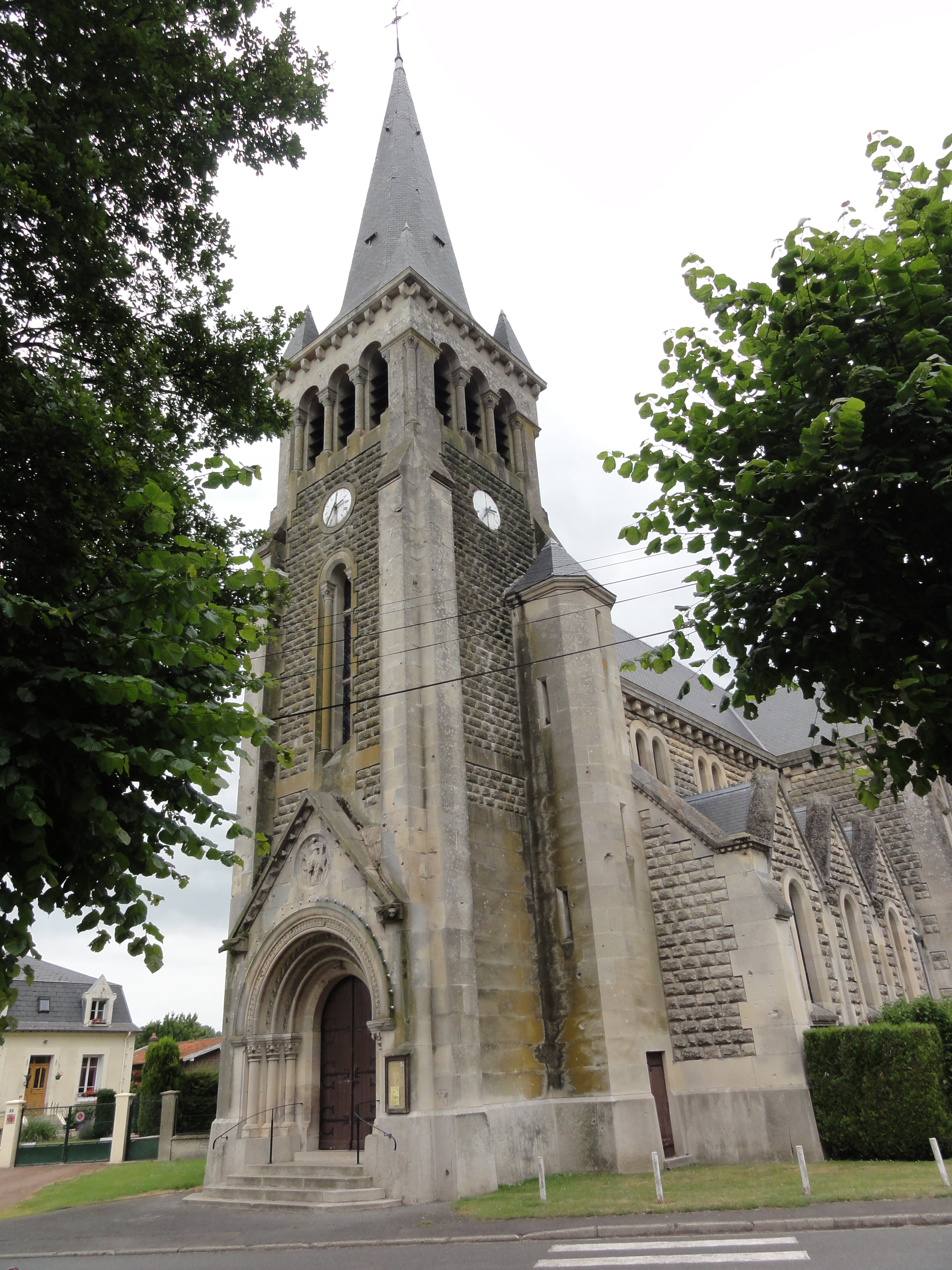
Kirche Saint-Martin
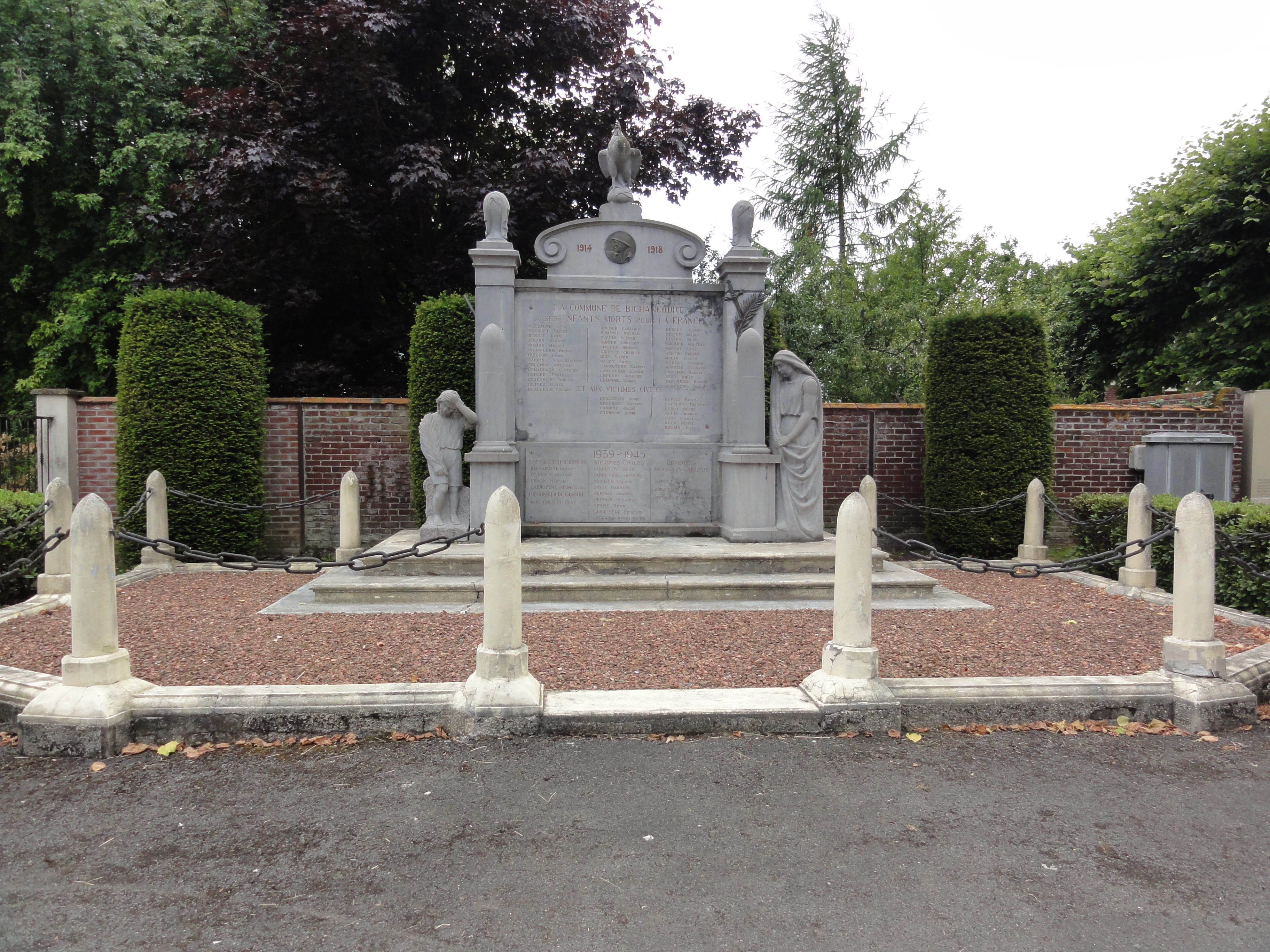
Gefallenendenkmal